# Parourapteryx sulphuraria
Parourapteryx sulphuraria là một loài bướm đêm trong họ Geometridae.